# Noud van Melis
Arnoldus Cornelis „Noud” van Melis (ur. 10 lutego 1924 w Eindhoven, zm. 8 sierpnia 2001 w Geldrop) – piłkarz holenderski grający na pozycji napastnika. W swojej karierze rozegrał 13 meczów i zdobył 15 goli w reprezentacji Holandii.

## Kariera klubowa
W swojej karierze piłkarskiej van Melis grał w klubach FC Eindhoven i Rapid JC Heerlen.

## Kariera reprezentacyjna
W reprezentacji Holandii van Melis zadebiutował 15 października 1950 roku w przegranym 5:7 towarzyskim meczu ze Szwajcarią, rozegranym w Bazylei. W debiucie zdobył gola. W 1952 roku był w kadrze Holandii na igrzyska olimpijskie w Helsinkach. Od 1950 do 1957 roku rozegrał w kadrze narodowej 13 meczów i strzelił 15 bramek.